# Limésy
Limésy és un municipi francès situat al departament del Sena Marítim i a la regió de Normandia. L'any 2007 tenia 1.385 habitants.

## Demografia

### Població
El 2007 la població de fet de Limésy era de 1.385 persones. Hi havia 518 famílies de les quals 96 eren unipersonals (25 homes vivint sols i 71 dones vivint soles), 175 parelles sense fills, 230 parelles amb fills i 17 famílies monoparentals amb fills.
La població ha evolucionat segons el següent gràfic:
Habitants censats

### Habitatges
El 2007 hi havia 559 habitatges, 530 eren l'habitatge principal de la família, 16 eren segones residències i 14 estaven desocupats. 539 eren cases i 19 eren apartaments. Dels 530 habitatges principals, 403 estaven ocupats pels seus propietaris, 115 estaven llogats i ocupats pels llogaters i 11 estaven cedits a títol gratuït; 1 tenia una cambra, 28 en tenien dues, 60 en tenien tres, 151 en tenien quatre i 289 en tenien cinc o més. 420 habitatges disposaven pel capbaix d'una plaça de pàrquing. A 236 habitatges hi havia un automòbil i a 262 n'hi havia dos o més.

### Piràmide de població
La piràmide de població per edats i sexe el 2009 era:
| Homes | Edats   | Dones |
| ----- | ------- | ----- |
| 0     | 95 o +  | 0     |
| 0     | 90 a 94 | 0     |
| 8     | 85 a 89 | 12    |
| 0     | 80 a 84 | 8     |
| 16    | 75 a 79 | 8     |
| 16    | 70 a 74 | 28    |
| 48    | 65 a 69 | 40    |
| 12    | 60 a 64 | 32    |
| 32    | 55 a 59 | 40    |
| 48    | 50 a 54 | 36    |
| 52    | 45 a 49 | 64    |
| 44    | 40 a 44 | 32    |
| 56    | 35 a 39 | 64    |
| 64    | 30 a 34 | 60    |
| 36    | 25 a 29 | 48    |
| 16    | 20 a 24 | 24    |
| 72    | 15 a 19 | 36    |
| 32    | 10 a 14 | 44    |
| 64    | 5 a 9   | 48    |
| 40    | 0 a 4   | 32    |

## Economia
El 2007 la població en edat de treballar era de 922 persones, 687 eren actives i 235 eren inactives. De les 687 persones actives 636 estaven ocupades (354 homes i 282 dones) i 51 estaven aturades (19 homes i 32 dones). De les 235 persones inactives 71 estaven jubilades, 79 estaven estudiant i 85 estaven classificades com a «altres inactius».

### Ingressos
El 2009 a Limésy hi havia 545 unitats fiscals que integraven 1.430 persones, la mediana anual d'ingressos fiscals per persona era de 19.202 €.

### Activitats econòmiques
Dels 39 establiments que hi havia el 2007, 1 era d'una empresa extractiva, 2 d'empreses alimentàries, 1 d'una empresa de fabricació d'elements pel transport, 14 d'empreses de construcció, 9 d'empreses de comerç i reparació d'automòbils, 2 d'empreses d'hostatgeria i restauració, 2 d'empreses financeres, 2 d'empreses immobiliàries, 1 d'una empresa de serveis, 2 d'entitats de l'administració pública i 3 d'empreses classificades com a «altres activitats de serveis».
Dels 19 establiments de servei als particulars que hi havia el 2009, 1 era un taller de reparació d'automòbils i de material agrícola, 3 paletes, 4 guixaires pintors, 4 fusteries, 2 lampisteries, 1 empresa de construcció, 2 perruqueries i 2 restaurants.
Dels 2 establiments comercials que hi havia el 2009, 1 era una botiga de menys de 120 m² i 1 una fleca.
L'any 2000 a Limésy hi havia 29 explotacions agrícoles que ocupaven un total de 693 hectàrees.

## Equipaments sanitaris i escolars
L'únic equipament sanitari que hi havia el 2009 era una farmàcia.
El 2009 hi havia 2 escoles elementals.

## Poblacions més properes
El següent diagrama mostra les poblacions més properes.